# Shairon Martis
Shairon Benjamin Martis (Willemstad, 30 maart 1987) is een rechtshandige Curaçaose honkballer. Zijn positie is werper. Hij is vooral sterk in de fastball en de curveball.
In 2005 debuteerde Martis in het Amerikaanse profhonkbal. Voor de organisatie van de San Francisco Giants speelde hij in diverse Minor Leagues. In 2006 ging hij over naar de organisatie van de Washington Nationals. Sinds september 2008 speelt hij bij
de Washington Nationals (MLB). In juli 2009 werd hij naar de Syracuse Chiefs gestuurd (Triple A International League).
In 2003 kwam Martis uit voor het team van Curaçao bij de Senior League World Series, waarin hij in de halve finale wierp. In de aanloop naar de World Baseball Classic 2006 kwam hij bij het Nederlands honkbalteam. Hij wierp bij zijn debuut een spectaculaire no-hitter tegen Panama in het Hiram Bithornstadion. Ook bij het door Nederland gewonnen EK van 2007 was Martis van de partij, en pitchte in twee partijen 11 innings.
Op het WK van 2011 werd hij met Nederland wereldkampioen.